# Mar de Wandel
El mar de Wandel (en danès Wandelhavet, però també conegut com a mar de McKinley) és un cos d'aigua de l'oceà Àrtic, que s'estén des del nord-est de Groenlàndia fins a les Svalbard. Bona part de l'any es troba obstruït pel gel.
Aquest mar fou nomenat en record a l'explorador polar i hidrogràf danès Carl Frederick Wandel, que entre 1895 i 1896 explorà la costa grenlandesa com a part de l'Expedició Ingolf. El nom del mar de McKinley li fou donat per Robert E. Peary després de la seva expedició de 1898 a 1900.

## Geografia
El mar de Wandel s'estén cap a l'oest fins al cap de Morris Jesup. Més a l'oest hi ha el mar de Lincoln. Al sud s'estén fins a Nordostrundingen. Està unit amb el mar de Groenlàndia, al sud, a través de l'estret de Fram. Els fiords Independence i Frederick E. Hyde són dos grans fiords que es troben a la costa d'aquest mar.
Entre les illes que hi ha destaquen l'Illa de la Princesa Thyra, la més gran, l'illa Kaffeklubben, la més septentrional, així com l'illa de la Princesa Dagmar, situada a poca distància de l'estació Nord, l'únic lloc habitat de la zona.